# Primtecken
Primtecknet är tecknet ′.

## Användningsområden
Primtecknet (′) betecknar att något är först. Två eller flera primtecken kan sättas efter varandra för att ange efterföljande ordningar, exempelvis
- ″ (dubbelprimtecknet; U+2033 – Double prime) för att ange en andraordning
- ‴ eller ′′′ (trippelprimtecknet; U+2034 – Triple prime) för att ange en tredjeordning.

Tecknet kan också användas vid storheter, variabler eller liknande som är olika, men har något fundamentalt gemensamt:
- Den kemiska formeln för en keton är , där kolkedjan R′ är identisk eller helt olik kolkedjan R.

### Matematik
′ används inom matematiken för att bl.a. beteckna derivator. Exempelvis betyder f′ förstaderivatan av funktionen f.
Två eller flera primtecken kan sättas efter varandra för att ange efterföljande ordningar, exempelvis f″ och f‴ för andra- respektive tredjederivatan av funktionen f. För derivator högre ordning än 3, ersätts i regel primtecknen med ordningen inom parenteser i exponentläge.
Tecknet ′ används även inom mängd- och sannolikhetslära för att beteckna komplement:
- P(A′) betyder sannolikheten för att A inte ska inträffa, d.v.s. sannolikheten för alla andra möjligheter som inte innehåller A.

Tecknet ′ utläses oftast som prim. Då två primer används i detta sammanhang utläses de bis, alltså utläses f″ som f bis.

### Minuttecken
Primtecknet används för att ange enheten minuter, främst som bågminut i vinklar eller vid angivelse av placering på kartor tillsammans med gradtecken (symbol) (°) och sekundtecknet (″). Ibland används tecknet också som symbol för minut som enhet för tid, dock är detta ej rekommenderat då missförstånd lätt kan uppstå.
Eftersom varken minuter eller sekunder ingår i Internationella måttenhetssystemet som underenheter för vinklar rekommenderas istället användandet av decimaler.
Då minuttecknet används sätts det, liksom sekund- och gradtecknet, tätt intill sitt mätetal. Inget mellanrum skiljer ej heller antalet grader, minuter och sekunder åt:
26°30′59″
I ekonomiska sammanhang används ofta minuttecknet (alternativt apostrof) för att beteckna tusen. 4′ (alternativt 4') ska alltså tolkas som fyra tusen.

### Fottecken
′ används även som enhetssymbol för fot. Ofta underförstås (engelsk) fot, men det gäller inte alltid:
- 54′ betyder 54 fot eller 54 feet eller 54 Fuß eller 54 (etc).

Tecknet sätts tätt intill sitt mätetal. Istället för ′ används ofta förkortningen ft, som är mindre tvetydig.
Samma tecken används (i äldre litteratur) även för svensk fot. Eftersom svensk fot (0,2969 m) är mindre än engelsk foot (0,3048 m) har detta ofta lett till missförstånd vid tolkning av måttsatta ritningar.
Samma tolkningsproblem föreligger när det är fråga om norsk fot, dansk fot, fransk pied, preussisk Fuß etc, som alla är olika sinsemellan. När risk för feltolkning kan föreligga bör man undvika primtecknet, och i stället skriva ut ordet i bokstäver, och inte "översätta" foot (feet) med fot och så vidare.

## Liknande tecken
Tecknet bör, åtminstone i facktexter, inte ersättas med snarlika tecken, såsom
- enkla citattecken (' eller ‘),
- apostrofer (’)

eller
- akutaccenter (´).

På gamla mekaniska skrivmaskiner med begränsad teckenuppsättning, kan dock substitut för det typografiskt korrekta ′ inte undvikas. Likaså används i vardagslag ofta primtecken/sekundtecken/fottecken som utbytbart med "rakt, enkelt citattecken" ("rakt apostroftecken") eller "typografiskt, enkelt citattecken" ("typografiskt apostroftecken). Likaså används i praktiken ofta dubbelprimtecken/sekundtecken/tumtecken som utbytbart med "rakt, dubbelt citattecken" eller "typografiskt, dubbelt citattecken". På många moderna datorer är det också mer eller mindre besvärligt att få fram de olika tecknen på tangentbordet, och "rakt, enkelt citattecken" syns ofta som ersättning för de typografiskt korrekta varianterna. Samma ersättning syns ofta med "rakt, dubbelt citattecken" istället för de typografiska, dubbla tecknen.
En komplikation är att man ofta även i facktexter ofta inte skiljer mellan primtecken/dubbelprimtecken och raka (enkla/dubbla) citattecken.

## Att generera tecknet

### Unicode
Primtecknet har Unicode-koden U+2032 (Prime)

### HTML
Primtecknet har HTML-koderna &#x2032;, &#8242; eller &prime;.

### LaTeX
LaTeX-koden för {\displaystyle '} är '. Tecknet finns även i det större formatet {\displaystyle \prime } genom koden \prime. {\displaystyle \prime } bör dock sättas i exponentläge då det används som äkta primtecken, med koden ^\prime. Jämför
- {\displaystyle x\prime }

och
- {\displaystyle x^{\prime }}.